# Сандрін Боннер
Сандрі́н Бонне́р (фр. Sandrine Bonnaire; нар. 31 травня 1967, Клермон-Ферран, Франція) — французька акторка театру та кіно, сценаристка та кінорежисерка.

## Біографія
Народилася 31 травня 1967 в Клермон-Феррані, Франція, у багатодітній сім'ї (у Сандрін, чия мати належала до секти Свідків Єгови, було ще десятеро братів і сестер). З дитинства мріяла про кіно. Деякий час працювала перукаркою.
В 11 років Сандрін знялася у фільмі Жерара Курана «Усе кіно» (1978); у 1982-му — в епізодичних ролях у фільмах «Бум 2» (реж. Клод Піното) та «Дурні на канікулах» (реж. Клод Зіді). У 1983 році режисер Моріс Піала запропонував Сандрін роль Сюзанни в сімейній мелодрамі «За наших коханих», за яку вона отримала премію «Сезар» як талановита молода акторка. Боннер знялася в таких фільмах Піали, як «Поліція» (1985) та «Під сонцем Сатани» (1987).
У 1985 році Сандрін Боннер знялася у драмі режисерки Аньєс Варда «Без даху, поза законом». Роль Мони Бергерон в цьому фільмі принесла їй «Сезар» за найкращу жіночу роль.
У 1989 виконала головну роль у фільмі Раймона Депардона «Полонянка пустелі», а в 1994-му зіграла Жанну д'Арк в кінодилогії Жака Ріветта. Успішними були ролі в стрічках Клода Соте («Декілька днів зі мною», 1988), Андре Тешіне («Невинні», 1987) та Патріса Леконта («Мосьє Ір», 1989).
У 1995 році за роль безграмотної служниці-вбивці у кримінальній драмі Клода Шаброля «Церемонія» Сандрін Боннер отримала Кубок Вольпі та Премію Пазінетті Венеціанського кінофестивалю як найкраща акторка.
У 1999 році знялася в ролі Марі Головіної у спільному фільмі кінематографістів Франції, Росії, України та Болгарії «Схід — Захід» режисера Режиса Варньє.
У 2004 році зіграла в драмі «Відверте визнання» з Фабрісом Лукіні, у 2006 з'явилася в мелодрамі «А раптом це кохання?» з Венсаном Лендо́ном, а в 2008-му взяла участь у драмі «Слід з ангела», де її партнеркою стала Катрін Фро.
У 2007 році Сандрін Боннер дебютувала як режисерка, поставивиши документальну стрічку про свою сестру Сабіну «Її ім'я Сабіна», хвору на аутизм. Стрічка завоювала приз Асоціації кінокритиків на Каннському кінофестивалі та стала хітом прокату у Франції.
У 2009 році Сандрін Боннер виконала головну роль у драмі Каролін Боттаро «Шахістка» про долю жінки, маніакально захопленої шахами. Партнером у фільмі став американець Кевін Клайн.

## Особисте життя
Сандрін Боннер довго зустрічалася з американським актором Вільямом Гертом, з яким познайомилася на зйомках фільму «Чума». Народила від нього доньку Жанну. 29 березня 2003 року одружилася зі сценаристом Гійомом Лораном, народила доньку Адель.

## Фільмографія (вибіркова)
| Рік  | Назва                        | Оригінальна назва                        | Роль                                             |
| ---- | ---------------------------- | ---------------------------------------- | ------------------------------------------------ |
| 1982 | Бум 2                        | La boum 2                                | епізод (в титрах відсутня)                       |
| 1982 | Дурні на канікулах           | Les sous-doués en vacances               | дівчина у натовпі на виставі (в титрах відсутня) |
| 1983 | За наших коханих             | À nos amours                             | Сюзанн                                           |
| 1984 | Вогонь без попередження      | Tir à vue                                |                                                  |
| 1985 | Краще у житті                | Le meilleur de la vie                    | Веронік                                          |
| 1985 | Бланш і Марі                 | Blanche et Marie                         | Марі                                             |
| 1985 | Поліція                      | Police                                   | Лідія                                            |
| 1985 | Без даху, поза законом       | Sans toit ni loi                         | Мона Бергерон                                    |
| 1986 | Пуританка                    | La puritaine                             | Манон                                            |
| 1987 | Під сонцем Сатани            | Sous le soleil de Satan                  | Мушетта                                          |
| 1987 | Невинні                      | Les innocents                            | Жанна                                            |
| 1988 | Жовтий револьвер             | Jaune revolver                           |                                                  |
| 1988 | Декілька днів зі мною        | Quelques jours avec moi                  |                                                  |
| 1988 | Шкури                        | Peaux de vaches                          |                                                  |
| 1989 | Мосьє Ір                     | Monsieur Hire                            | Аліс                                             |
| 1990 | Полонянка пустелі            | La captive du désert                     | утікачка                                         |
| 1991 | Ближче до вечора             | Verso sera                               | Стелла                                           |
| 1992 | Небо Парижа                  | Le ciel de Paris                         | Сюзанн                                           |
| 1992 | Чума                         | La peste                                 | Мартин Рамбер                                    |
| 1992 | Прага                        | Prague                                   | Елена                                            |
| 1994 | Жанна д'Арк                  | Jeanne la Pucelle I Jeanne la Pucelle II | Жанна д'Арк                                      |
| 1994 | Одкровення з незнайомцем     | Confidences a un inconnu                 | Наталія                                          |
| 1995 | Сто й одна ніч Симона Синема | Les cent et une nuits de Simon Cinéma    | бродяга                                          |
| 1995 | Церемонія                    | La Cérémonie                             | Софі                                             |
| 1996 | Назавжди                     | Never Ever                               | Катрін                                           |
| 1997 | Борг любові                  | Die Schuld der Liebe                     | Моніка Бессе                                     |
| 1998 | Таємний захист               | Secret défense                           | Сільвія                                          |
| 1998 | Злодій життя                 | Voleur de vie                            | Ольга                                            |
| 1999 | У серці брехні               | Au coeur du mensonge                     | Вівіан Стерн                                     |
| 1999 | Схід — Захід                 | Восток — Запад                           | Марі Головіна                                    |
| 2001 | Мадемуазель                  | Mademoiselle                             | Клер Кансельє                                    |
| 2001 | Се ля ві                     | C'est la vie                             | Сюзанн                                           |
| 2002 | Фатальна жінка               | Femme Fatale                             | спеціальний гість Каннського кінофестивалю       |
| 2003 | Опір                         | Resistance                               | Люсетт Умлоп                                     |
| 2004 | Відверте визнання            | Confidences trop intimes                 | Анна                                             |
| 2004 | Шия жирафи                   | Le cou de la girafe                      | Елен                                             |
| 2004 | Напарник                     | L'équipier                               | Мабе Ле Гуен                                     |
| 2007 | А раптом це кохання?         | Je crois que je l'aime                   | Ельза                                            |
| 2007 | Запитайте дозволу у дітей!   | Demandez la permission aux enfants       | Марі                                             |
| 2008 | Проста душа                  | Un coeur simple                          | Фелісіте                                         |
| 2008 | Слід з ангела                | L'Empreinte de l'ange                    | Клер Віньє                                       |
| 2009 | Шахістка                     | Joueuse                                  | Елен                                             |
| 2012 | Прощавай, Париж              | Adieu Paris                              | Франсуаза Дюпре                                  |
| 2014 | Ми тебе любимо, мерзотнику   | Salaud, on t'aime                        | Наталі Беранже                                   |
| 2016 | Небо почекає                 | Le ciel attendra                         | Катрін Бузарья                                   |
| 2021 | Подія                        | L'événement                              | Габріель Дюшен                                   |

## Визнання

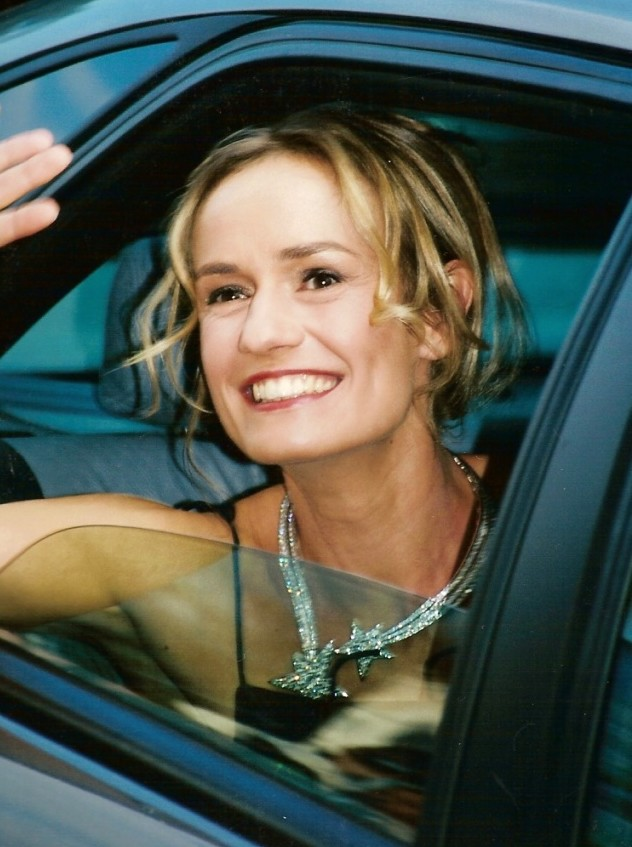
На Каннському МКФ, 2000

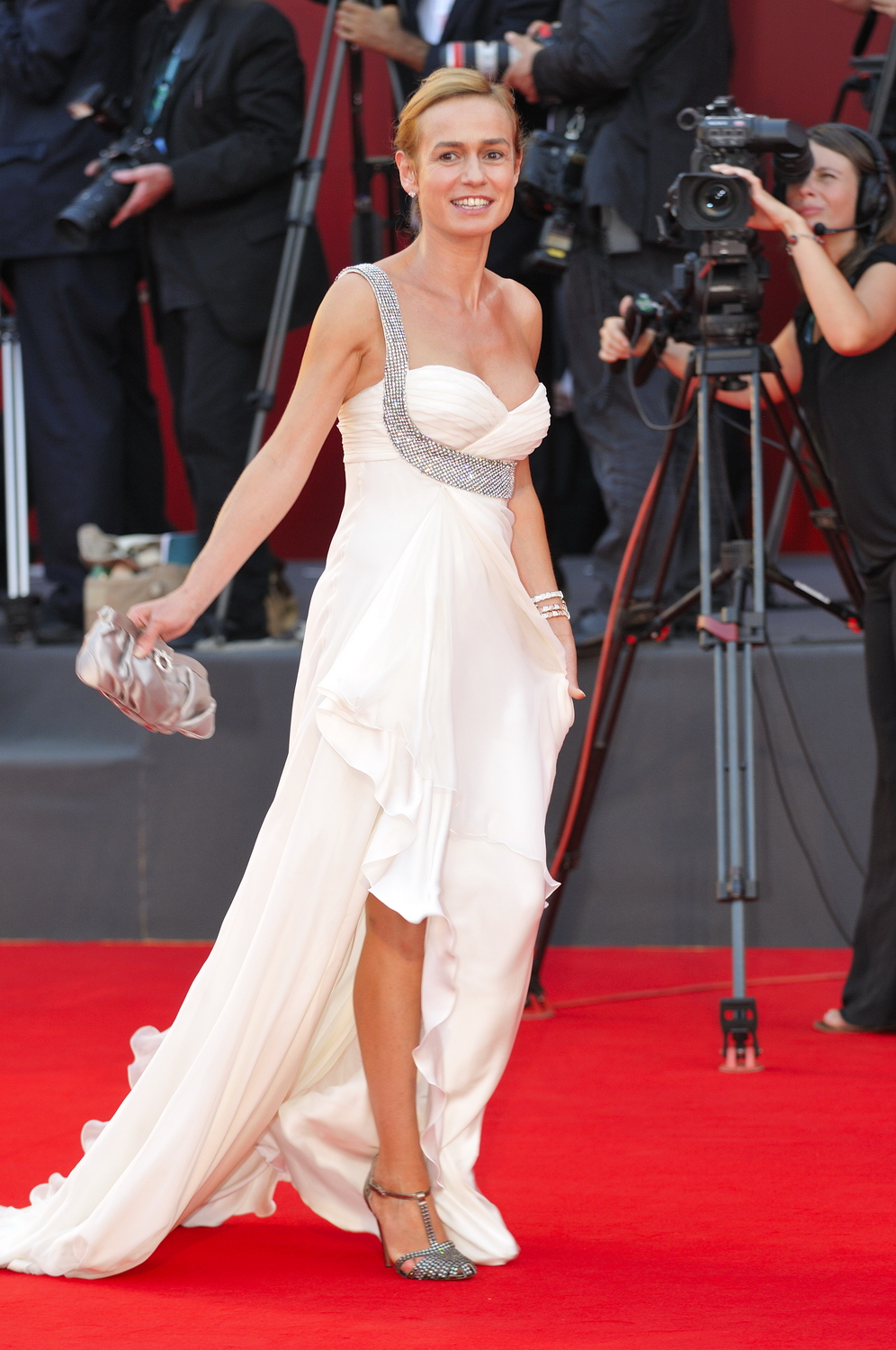
На Венеційському МКФ, 2009

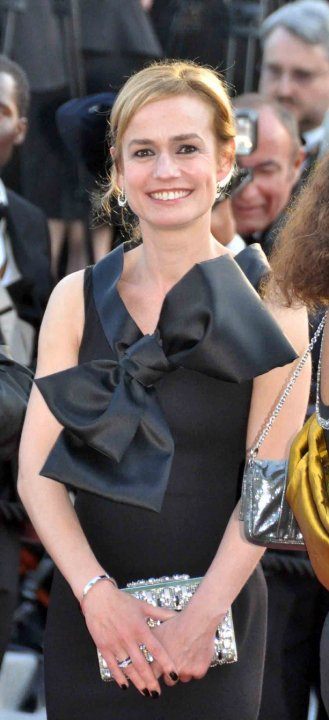
На Каннському МКФ, 2010

| Рік                                     | Категорія                                                    | Фільм                   | Результат |
| --------------------------------------- | ------------------------------------------------------------ | ----------------------- | --------- |
| Премія «Сезар»                          |                                                              |                         |           |
| 1984                                    | Найперспективніша акторка                                    | За наших коханих        | Перемога  |
| 1986                                    | Найкраща акторка                                             | Без даху, поза законом  | Перемога  |
| 1988                                    | Найкраща акторка                                             | Під сонцем Сатани       | Номінація |
| 1990                                    | Найкраща акторка                                             | Мосьє Ір                | Номінація |
| 1995                                    | Найкраща акторка                                             | Жанна д'Арк (2 частина) | Номінація |
| 1996                                    | Найкраща акторка                                             | Церемонія               | Номінація |
| 2000                                    | Найкраща акторка                                             | Схід — Захід            | Номінація |
| 1900                                    | Найкращий документальний фільм                               | Її ім'я Сабіна          | Номінація |
| Премія «Сан Жорді» (Барселона, Іспанія) |                                                              |                         |           |
| 1987                                    | Найкраща іноземна акторка                                    | Без даху, поза законом  | Перемога  |
| 1991                                    | Найкраща іноземна акторка                                    | Мосьє Ір                | Перемога  |
| Венеційський кінофестиваль              |                                                              |                         |           |
| 1995                                    | Кубок Вольпі за найкращу жіночу роль (разом з Ізабель Юппер) | Церемонія               | Перемога  |
| 1900                                    | Приз Пасінетті найкращій акторці (разом з Ізабель Юппер)     | Церемонія               | Перемога  |
| Фестиваль романтичних фільмів у Кабурі  |                                                              |                         |           |
| 2001                                    | Найкраща акторка                                             | Мадемуазель             | Перемога  |
| Каннський кінофестиваль                 |                                                              |                         |           |
| 2007                                    | Золота камера                                                | Її ім'я Сабіна          | Номінація |
| 2007                                    | Приз ФІПРЕССІ                                                | Її ім'я Сабіна          | Перемога  |
| 2008                                    | Премія France Culture                                        | Премія France Culture   | Перемога  |
| Кришталевий глобус                      |                                                              |                         |           |
| 2008                                    | Найкращий документальний фільм                               | Її ім'я Сабіна          | Перемога  |
| Французький синдикат кінокритиків       |                                                              |                         |           |
| 2009                                    | Найкращий французький фільм                                  | Її ім'я Сабіна          | Перемога  |
| Міжнародний кінофестиваль у Тирані      |                                                              |                         |           |
| 2010                                    | Найкраща акторка                                             | Шахістка                | Перемога  |
| Премія «Магрітт»                        |                                                              |                         |           |
| 2018                                    | Почесний «Магрітт»                                           | Почесний «Магрітт»      | Перемога  |